# Amusement Expo
L'Amusement Expo est une conférence à laquelle participent les professionnels, développeurs et fournisseurs en rapport de près ou de loin avec les jeux d'arcade (jeu vidéo, jeu électromécanique, jeu de rachat, skill game, jeu de hasard et juke-box). Le show se tient chaque année en mars, au Las Vegas Convention Center,. La conférence est sponsorisée par l'AAMA  et l'AMOA.

## Description
Ralph Lally, le fondateur du magazine Play Meter, crée l'Amusement Operators Expo (AOE) en mars 1980, la première convention se déroulant au printemps aux États-Unis. L'AOE se tient pendant cinq années, puis est fusionnée avec l'Amusement Showcase International (ASI), une autre convention se déroulant au printemps, lancée par l'American Amusement Machine Association (AAMA) en 1986. La fusion de l'AOE et de l'ASI est renommée American Coin Machine Exposition (ACME), et perdure pendant dix ans. En 1997, l'ACME est à nouveau renommée Amusement Showcase International (ASI) jusqu'en 2009, où elle fusionne avec une convention tenue par l'Amusement & Music Operators Association (AMOA), l’AMOA Trade Show, et devient Amusement Expo.